# Farsley Celtic F.C.

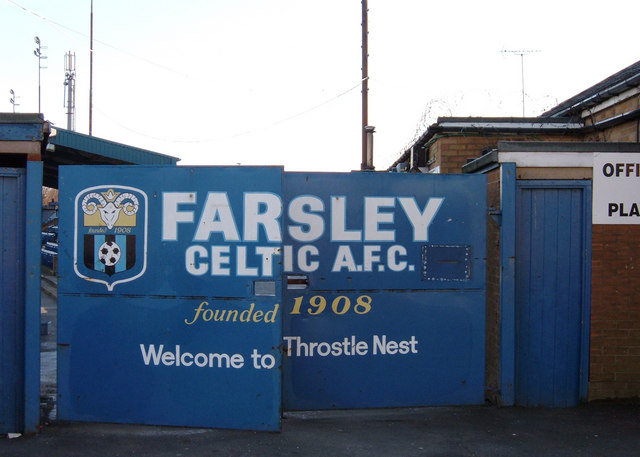
Cổng vào sân vận động The Citadel

Farsley Celtic FC là một câu lạc bộ bóng đá có trụ sở tại Farsley, West Yorkshire, Anh. Thành lập vào năm 1908, câu lạc bộ được cải tổ năm 2010 với tên gọi Farsley AFC trước khi đổi tên thành Farsley Celtic năm 2015. Đội bóng hiện thi đấu tại National League North, cấp độ thứ 6 của bóng đá Anh, và có sân nhà ở The Citadel.

## Danh hiệu
- Northern Premier League
  - Nhà vô địch Premier Division mùa giải 2018–19
- Yorkshire League
  - Nhà vô địch Division One mùa giải 1959–60, 1968–69
  - Nhà vô địch Division Two mùa giải 1952–53
- Northern Counties East League
  - Nhà vô địch Premier Division mùa giải 2010–11
  - Nhà vô địch Division One North mùa giải, 1984–85
  - Nhà vô địch League Cup mùa giải 2010–11
- West Riding County Cup
  - Nhà vô địch mùa giải 1957–58, 1959–60, 1966–67, 1970–71, 1983–84, 1987–88, 1994–95, 1996–97, 2000–01, 2005–06, 2016–17, 2017–18

## Thống kê
- Thành tích tốt nhất tại FA Cup: Vòng một các mùa giải 1974–75, 2006–07[3]
- Thành tích tốt nhất tại FA Trophy: Vòng ba các mùa giải 2002–03, 2007–08[3]
- Thành tích tốt nhất tại FA Vase: Tứ kết các mùa giải 1987–88[3]
- Kỷ lục khán giả đến sân: 11,000 người trong trận đấu với Tranmere Rovers, Vòng một FA Cup mùa giải 1974–75 (tại sân vận động Elland Road)[4]